# Mirambeau (Charente-Maritime)
Mirambeau é uma comuna francesa na região administrativa da Nova Aquitânia, no departamento de Charente-Maritime. Estende-se por uma área de 26,94 km². Em 2010 a comuna tinha 1 526 habitantes (densidade: 56,6 hab./km²).